# The Lady and the Burglar
The Lady and the Burglar è un cortometraggio muto del 1910 diretto da Bannister Merwin.

## Produzione
Il film fu prodotto dalla Edison Manufacturing Company.

## Distribuzione
Distribuito dalla General Film Company, il film - un cortometraggio in una bobina - uscì nelle sale cinematografiche statunitensi il 9 agosto 1910.